# Parc national des Monts de Cristal
Le parc national des Monts de Cristal, l'un des treize parcs nationaux du Gabon, est situé à l'ouest du plateau du Woleu-Ntem et à l'est de la province de l'Estuaire.
Il est constitué de forêts pluviales avec des reliefs allant de 200 à plus de 900 mètres d’altitude et est considéré comme exceptionnel du fait de sa biodiversité.

## Historique

### Évolution du parc de 1990 à 2002
Bien qu’ayant été créé, en tant que parc, en 2002 par le décret n° 611/PR/MEFEPEPN du 30 août 2002, l’histoire de la région des monts de Cristal remonte aux années 1980 à la suite d'une volonté de diversification l’économie du pays. Ainsi, en 1985, l’IUCN et le WWF mènent une étude qui va aboutir, plus tard, à une demande de conservation de la « forêt de nuage » des monts de Cristal ; celle-ci ayant comme particularité un climat de montagne riche en humidité et qui pouvait regorger une importante diversité biologique.
En 1990, le rapport de l’IUCN pour toute l’Afrique centrale forestière, dont la partie gabonaise a été rédigée par Chris WILKS, propose la conservation d’une aire protégée de 410 000 ha autour de l’actuel secteur Mbé délimitée par les rivières Mbé à l’est, Abanga à l’ouest, le fleuve Komo au sud et la frontière internationale avec la Guinée-Équatoriale au nord.
Dans cette optique, des études d'évaluation soutenues par la WCS, le WWF et le ministère des eaux et forêts débutèrent en 2001. Ces études s'appuyaient sur des prospectives biologiques et socio-économiques. Elles avaient pour but l'appréciation et l'évaluation non seulement du potentiel faunique et floristique, mais aussi l'impact des activités humaines à la périphérie de ce massif forestier.

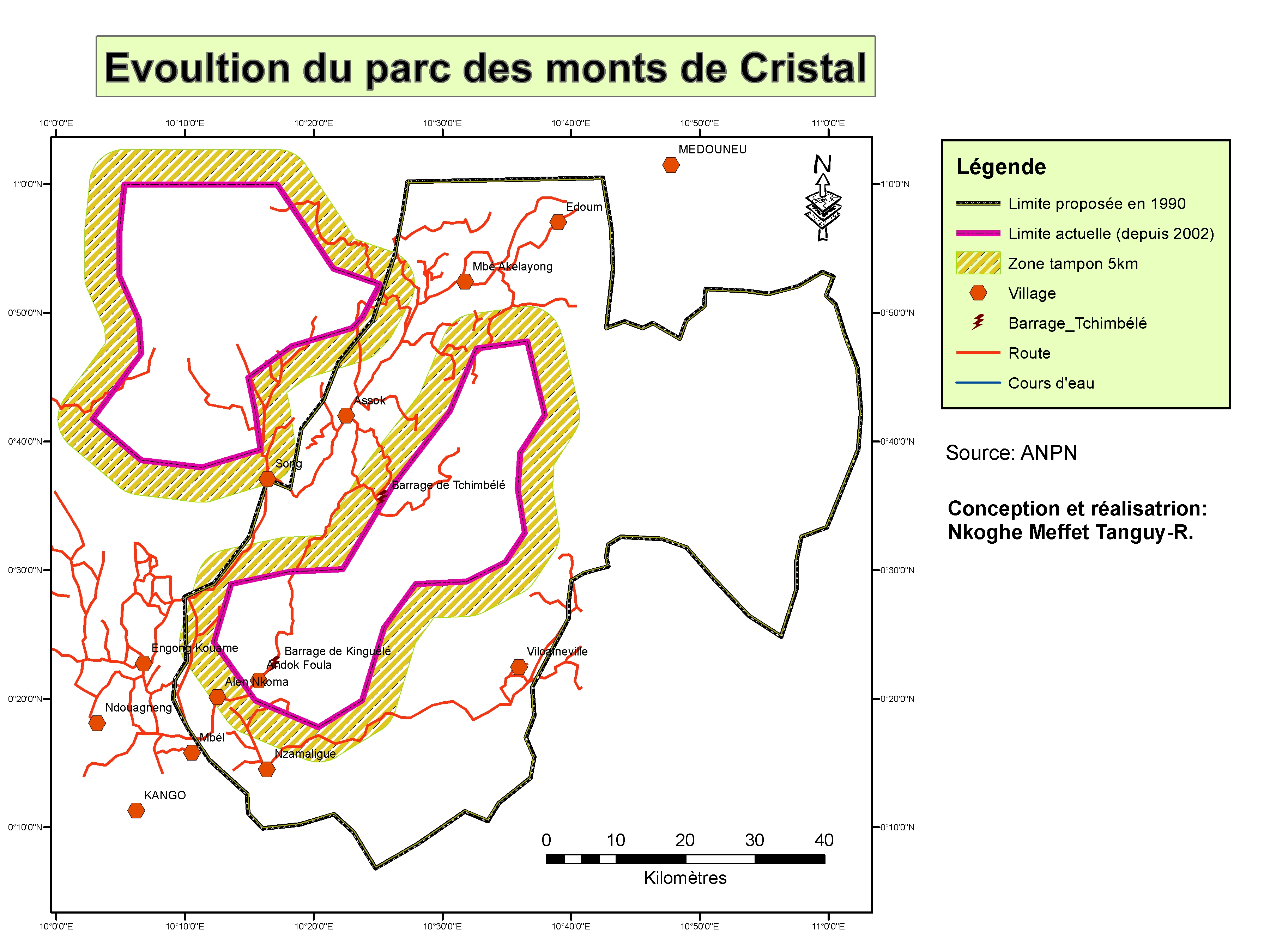

Alors donc que la proposition de 1990 semblait très grande et que la conservation de cette région semblait primordiale, c’est alors que naît, en 2001, sous l’égide des partis cités ci-haut, l’idée d’un parc de 120 000 ha en deux sections : Séni, au nord, frontalier à la Guinée Équatoriale, et Mbé au Sud, séparées d’une large bande d’environ 40 km.
Depuis sa création, en 2002, le parc n’a subi que des modifications administratives et législatives alors que les limites restent les mêmes dans l’ensemble.

### Législation
Le cadre juridique du parc commence avec le décret n° 611/PR/MEFEPEPN du 30 août 2002 qui définit la création du parc national des Monts de Cristal en 2002, au même titre que plusieurs autres, afin de maintenir le patrimoine connu et potentiel de cet espace fortement humide et peu connu sur le plan biologique. Il est appuyé par le Code forestier qui « fixe les modalités de gestion durable dudit secteur en vue d’accroitre sa contribution au développement économique, social, culturel et scientifique du pays ». Ce code vise donc, à travers plusieurs de ses articles, une gestion rationnelle et durable des aires protégées et inscrit, dans son article 8, les aires protégées comme faisant partie des forêts domaniales classées, au même titre que les forêts de protection, les forêts récréatives, les jardins botaniques et zoologiques, les arboretums, les forêts à usages didactiques et scientifiques, les périmètres de reboisement et les forêts productives particulièrement sensibles ou limitrophes du domaine forestier rural.
L'article 70 du Code forestier gabonais définit les aires protégées, parmi lesquelles les parcs nationaux, définis par l'article 75 comme une portion du territoire où la flore, la faune, les sites géomorphologiques, historiques et d’autres formes de paysages jouissent d’une protection spéciale et à l’intérieur de laquelle le tourisme est organisé et réglementé. L’article 77, quant à lui, décline les missions du parc national comme suit :
- la propagation, la protection, la conservation des espèces animales et végétales sauvages ;
- l’aménagement de leur habitat ;
- la protection des sites, des paysages ou des formations géologiques d’une valeur scientifique ou esthétique particulière dans l’intérêt et pour la récréation du public ;
- développer les activités touristiques.

Les articles suivants, jusqu’au 92ème, livrent les modalités de gestion du parc en terre gabonaise et l’organisation et les démarches administratives apparentées à ce domaine. En somme, tout le chapitre 1 de la Loi n°16-01 du 31 décembre 2001 donne davantage de détails sur la juridiction d’un parc de façon générale, et forestier en particulier, au Gabon.

## Anthropique

### Population
Le parc national des Monts de Cristal abrite deux différents types d’occupants parmi lesquels les autochtones et les travailleurs et visiteurs. En ce qui concerne la première catégorie, c’est-à-dire les autochtones, elle est surtout composée de ressortissants des villages limitrophes du parc, donc de populations vivant dans les villages à la lisière du parc et dans la zone tampon. Le détail démographique révèle une composition à majorité de personnes âgées, comme dans la plupart des régions rurales du pays ; avec l’âge moyen de la population rurale à 31.6 ans (RGPL2013). La jeunesse a fui les villages pour les villes voisines, à la recherche d’éducation scolaire et de travail. À cheval entre les départements du Komo (Estuaire) et du Haut-Komo (Woleu-Ntem) le secteur Mbé est dans une région de très faible densité en général. Car les deux départements comptent respectivement 17 575 habitants avec une densité de 1,7 hab. /km² et 3 403 habitants pour une densité de 1,5 hab. /km² (RGPL2013).
La deuxième catégorie, quant à elle, à savoir les travailleurs, est composée de deux sous-groupes : les travailleurs exerçant dans des activités et/ou structures et les autres dans l’informel. Le sous-groupe des travailleurs légaux est constitué des salariés des grands groupes exploitant le parc, à savoir ceux de l’Agence nationale des parcs nationaux (ANPN), la Gendarmerie Nationale, la Société d’énergie et d'eau du gabon (SEEG), Colas, SOCOBA, Rougier et autres. Par contre, les travailleurs illégaux sont dans des activités liées à l’orpaillage et l’exploitation forestière à la lisière et dans la zone tampon du parc.

### Gestion du parc
La gestion du parc national des Monts de Cristal se fait par l'intermédiaire de l'Agence nationale des parcs nationaux (ANPN) et Société d’énergie et d'eau du Gabon (SEEG). Le premier cité à la gestion de l'exploitation environnementale et touristique, et le deuxième celui de la production hydro-électrique.

## Faune et flore

### Faune
Le parc abrite une diversité zoologie qui permet de recenser des communautés d'arachnides et myriapodes dont principalement les chilopodes et les diplopodes. Il est également recensé des crustacés, des vers et des insectes parmi lesquels on peut compter les forficules, blattes, thermites, mantes,... Des communautés importantes d'amphibiens, de reptiles, d'oiseaux et de mammifères se rencontrent également dans cet écosystème. Un inventaire sur l’herpétofaune des Monts a été réalisé dans le secteur Mbé. Elle a ainsi noté la présence de crocodiliens, chéloniens, lacertiliens et ophidiens.

### Flore
Dans cette formation forestière, il y a une forte représentation floristique caractéristique des régions humides avec de grandes populations d’orchidées, de bégonias et d’autres plantes avides d’humidité.
La végétation du mont de Cristal est décrite en tant que « forêts des montagnes gabonaises », caractérisée par l’abondance de : Aucoumea klaineana, Desbordesia glaucescens, Dacryodes buettneri et Erismadelphus exul mais particulièrement, du genre Bikinia (syn. Monopetalanthus). Les monts de Cristal sont supposés contenir environ 3,000 espèces dont environ 100 espèces endémiques . Les affleurements rocheux, fréquents dans le secteur Mbé, imitent la végétation des inselbergs possédant des communautés végétales uniques et plusieurs endémiques à distribution restreinte  avec les plus grands arbres dans les contrebas du relief.
Le site des monts de Cristal est classé critique par l’IUCN, du fait qu’il constitue un des deux centres de diversité de l’écorégion de la forêt atlantique côtière. Il compte trois types de formations végétales : la forêt d’altitude très nuageuse, la forêt primaire et la forêt secondaire.